# Doyen de Southwark

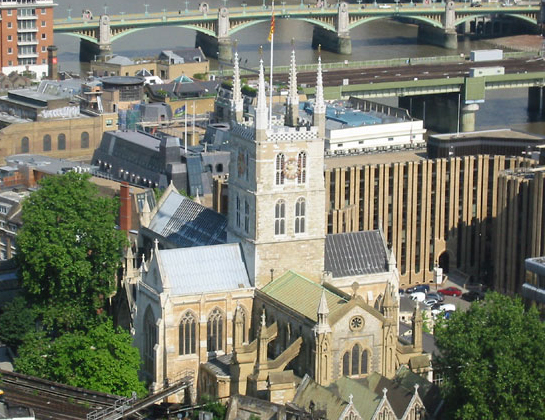
Cathédrale de Southwark

Le doyen de Southwark (Dean of Southwark en anglais) est le président (primus inter pares) du chapitre des chanoines, instance dirigeante de la cathédrale de Southwark (Cathedral and Collegiate Church of Saint Saviour and Saint Mary Overie). Avant 2000, le poste était dénommé provost, ce qui était l'équivalent d'un doyen dans la plupart des cathédrales anglaises. La cathédrale est l'église mère du diocèse anglican de Southwark et le siège de l'évêque de Southwark. Le doyen actuel est Andrew Nunn.

## Liste des doyens
| - 1937–1938 John Haldane - 1939–1941 Frederick Narborough - 1944–1947 Cuthbert Bardsley - 1948–1957 Hugh Ashdown - 1957–1961 George Reindorp - 1961–1970 Ernest Southcott - 1970–1982 Harold Frankham - 1983–1994 David Edwards - 1994–2000 Colin Slee (devenu Doyen) | - 2000–novembre 2010 Colin Slee - 21 janvier 2012–présent Andrew Nunn (en) |